# Cap Ghir
Le cap Ghir ou cap Rhir (cabo de Aguer en espagnol) est un promontoire de la côte marocaine, sur l'océan Atlantique. Il se trouve à une quarantaine de kilomètres au nord-ouest d'Agadir par la route N1.
Le phare du Cap Ghir fonctionne depuis 1932.
En 2007, l'Office national d'électricité (ONE) envisage d'y construire une importante centrale thermique au charbon. Ce projet suscite des oppositions, certains proposant d'installer des éoliennes .